# Plocamionida fragilis
Plocamionida fragilis är en svampdjursart som först beskrevs av Koltun 1959.  Plocamionida fragilis ingår i släktet Plocamionida och familjen Hymedesmiidae. Inga underarter finns listade i Catalogue of Life.